# Composition H6
Composition H6 (także H-6) – topliwy, kruszący materiał wybuchowy produkowany pierwotnie w Stanach Zjednoczonych, a następnie także w Australii. Stosowany głównie w broni morskiej, m.in. w bombach głębinowych, minach morskich czy torpedach, ale także m.in. w bombach Mark 82 czy Mark 84. Skład mieszanin produkowanych w tych państwach różnił się nieznacznie; w wersji amerykańskiej był dodatkowo zanieczyszczony oktogenem powstałym na etapie produkcji. W przypadku wersji australijskiej, materiał ten przy gęstości 1,739 g/cm³ ma prędkość detonacji wynoszącą 7324 m/s. Jego stabilność i wrażliwość jest podobna do kompozycji B.
| Zawartość (% mas.) | Materiał amerykański | Materiał australijski             |
| ------------------ | -------------------- | --------------------------------- |
| trotyl             | 30                   | 29,2 ± 3,0                        |
| heksogen           | 45                   | 45,1 ± 3,0 (wraz z nitrocelulozą) |
| glin               | 20                   | 21,0 ± 3,0                        |
| chlorek wapnia     | 0,5                  | 0,7 ± 0,3                         |
| wosk               | 5                    | 4,7 ± 1,0                         |